# Ciutat Jardí
Ciutat Jardí – miejscowość w Hiszpanii, w Katalonii, w prowincji Barcelona, w comarce Maresme, w gminie Palafolls.
Według danych INE z 2004 roku miejscowość zamieszkiwało 106 osób.